# Tom Price (Politiker, 1954)

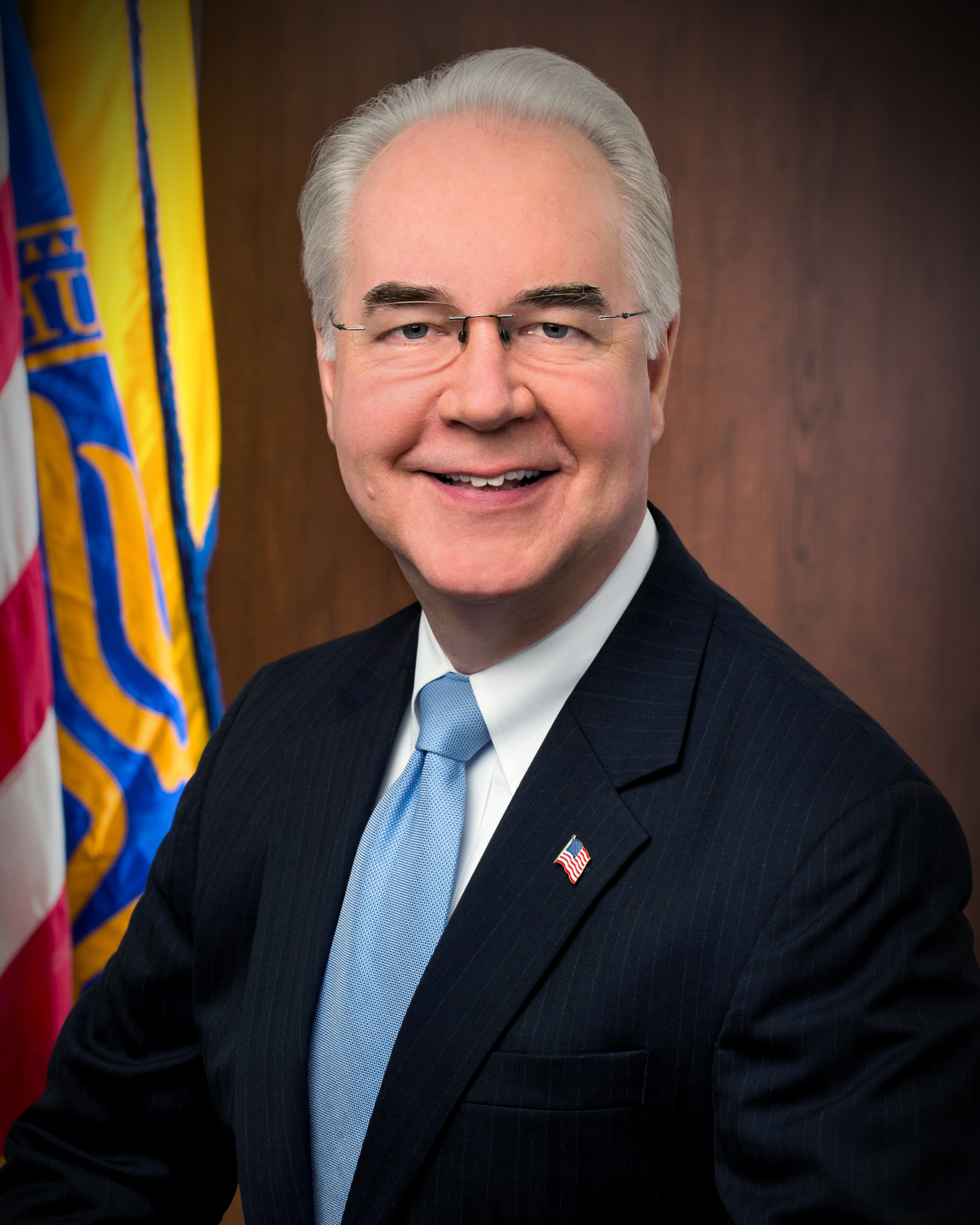
Tom Price (2017)

Thomas Edmunds „Tom“ Price (* 8. Oktober 1954 in Lansing, Michigan) ist ein US-amerikanischer Arzt und Politiker der Republikanischen Partei. Von 2005 bis 2017 vertrat er den Bundesstaat Georgia im US-Repräsentantenhaus. Er war vom 10. Februar bis zum 29. September 2017 im Kabinett von Präsident Donald Trump Gesundheitsminister der Vereinigten Staaten.

## Familie, Ausbildung und Beruf
Tom Price besuchte die öffentlichen Schulen seiner Heimat. Danach studierte er bis 1976 an der University of Michigan. Nach einem anschließenden Medizinstudium an der gleichen Universität und seiner Zulassung als Arzt begann er zu praktizieren. Er zog nach Georgia, wo er in Atlanta 20 Jahre lang eine orthopädische Klinik betrieb. Danach war er Professor an der dortigen Emory University.
Tom Price ist verheiratet und hat einen Sohn. Er lebt in Roswell, einem Vorort von Atlanta.

## Politische Laufbahn
Price begann seine politische Karriere im Senat von Georgia. In diesem Legislativorgan des Bundesstaats saß er zwischen 1997 und 2004.

### Kongressabgeordneter 2004 bis 2017
Bei der Wahl im November 2004 wurde Price im sechsten Kongresswahlbezirk Georgias in das US-Repräsentantenhaus in Washington, D.C. gewählt, wo er am 3. Januar 2005 die Nachfolge des in den Senat gewechselten Parteifreundes Johnny Isakson antrat. Nachdem Price bei den folgenden Wahlen – zuletzt 2016 – jeweils bestätigt worden war, übte er sein Mandat im Kongress bis zum 10. Februar 2017 aus. Dort war er zwischenzeitlich Mitglied im Bildungs- und Arbeitsausschuss. Später saß er im Committee on Ways and Means und im Haushaltsausschuss, dessen Vorsitz er im Jahr 2013 übernahm. Er war auch Mitglied in mehreren Unterausschüssen. Price entwarf ein republikanisches Gegenkonzept zur Gesundheitsreform der Bundesregierung unter Präsident Barack Obama („Obamacare“).

### Gesundheitsminister 2017
Nach dem Sieg von Donald Trump bei der Präsidentschaftswahl am 8. November 2016 gab Trumps Übergangsteam Ende November 2016 bekannt, dass Price für den Posten des Gesundheitsministers vorgesehen ist. Er zählt – wie Trump – zu den vehementen Kritikern des Patient Protection and Affordable Care Act, der Krankenversicherungsreform des vorigen Präsidenten Barack Obama („Obamacare“). Am 10. Februar 2017 wurde er mit 52 zu 47 Stimmen vom Senat bestätigt, legte daraufhin sein Kongressmandat nieder und trat sein Amt an.
Während seiner Amtszeit unternahmen die Republikaner, die neben dem Weißen Haus auch die Mehrheit in beiden Kammern des Kongresses innehatten, mehrere Versuche, Obamacare abzuschaffen, was – neben einer Reduktion der Kosten – nach Berechnungen des Congressional Budget Office jeweils etwa 20 Millionen Menschen die Krankenversicherung gekostet hätte. Die Gesetzentwürfe scheiterten sämtlich an der Zerstrittenheit der verschiedenen Flügel der Republikaner: Während die Vorschläge dem rechtskonservativen Teil (Tea-Party-Bewegung, House Freedom Caucus) nicht weit genug gingen, hielten sie viele zentristische Moderate für zu tiefgreifend.
Am 29. September 2017 trat Price wegen der Kritik an den Kosten seiner Flugreisen (siehe Kontroversen) als Gesundheitsminister zurück. Kommissarisch übernahm der Ministerialbeamte Don J. Wright die Amtsgeschäfte. Als Nachfolger waren Seema Verma, die Leiterin der Centers for Medicare and Medicaid Services, und Scott Gottlieb, Leiter der Food and Drug Administration, im Gespräch. Letztendlich wurde dann Alex Azar sein Nachfolger.

## Kontroversen
Im Januar 2017 wurde bekannt, dass Price Anteile am Medizinaltechnikunternehmen Zimmer Biomet Holdings gekauft hatte. Weniger als eine Woche nach dem Kauf initiierte Price den HIP-Act, der die Einführung von neuen Vorschriften im Bereich von Medicare bis 2018 verzögert. Kurz darauf machte Zimmer Biomets eine Spende an die Wiederwahlkampagne von Price.
Ende September 2017 geriet Price in die Kritik, nachdem Politico vermeldete, dass er im Lauf seiner bisherigen Amtszeit den Steuerzahlern Reisekosten in Höhe von mindestens 400.000 US-Dollar verursacht hatte. Politicos Bericht zufolge hatte er diverse Charterflüge der öffentlichen Hand genutzt, deren Kosten diejenigen von Tickets auf Linienflügen um ein Vielfaches überstiegen. Teilweise war er derartige Reisen sogar für private Zwecke angetreten. Anfänglich behauptete Price (unzutreffend), es habe jeweils zeitgleich keine Linienflüge gegeben. Später räumte er jedoch sein Fehlverhalten ein und bot an, die Reisekosten für sich selbst in Höhe von etwa 51.000 Dollar zu übernehmen, was einen Großteil der durch seine Entscheidung entstandenen Kosten (etwa für Mitarbeiter und Angehörige) nicht abgedeckt hätte. Präsident Trump erklärte öffentlich, „nicht glücklich“ über die Situation zu sein. Politico warf Price am 28. September 2017 vor, zusätzlich zu den bekannten Kosten weitere etwa 500.000 Dollar an Ausgaben für Flüge außerhalb der Vereinigten Staaten verursacht zu haben. Price trat daraufhin am 29. September zurück.